# Conometopus penai
Conometopus penai är en insektsart som beskrevs av Ronderos 1972. Conometopus penai ingår i släktet Conometopus och familjen Ommexechidae. Inga underarter finns listade i Catalogue of Life.